# Stevie Browning
Stevie Browning (Logan, Virginia Occidental) es un exbaloncestista estadounidense que mide 191 cm, cuya posición en la cancha era la de base y escolta. Actualmente ejerce como entrenador asistente en su alma mater, la Universidad Marshall.

## Trayectoria
Es un jugador formado a caballo entre las universidades de Fairmont State Fighting Falcons y Marshall Thundering Herd.
Tras no ser drafteado en 2017, en dicho verano firma un contrato con el Trabzonspor Basketbol Kulübü de la Türkiye 1 turca, por una temporada, siendo su debut como profesional.